# ハインリヒ・マリア・フォン・ヘス

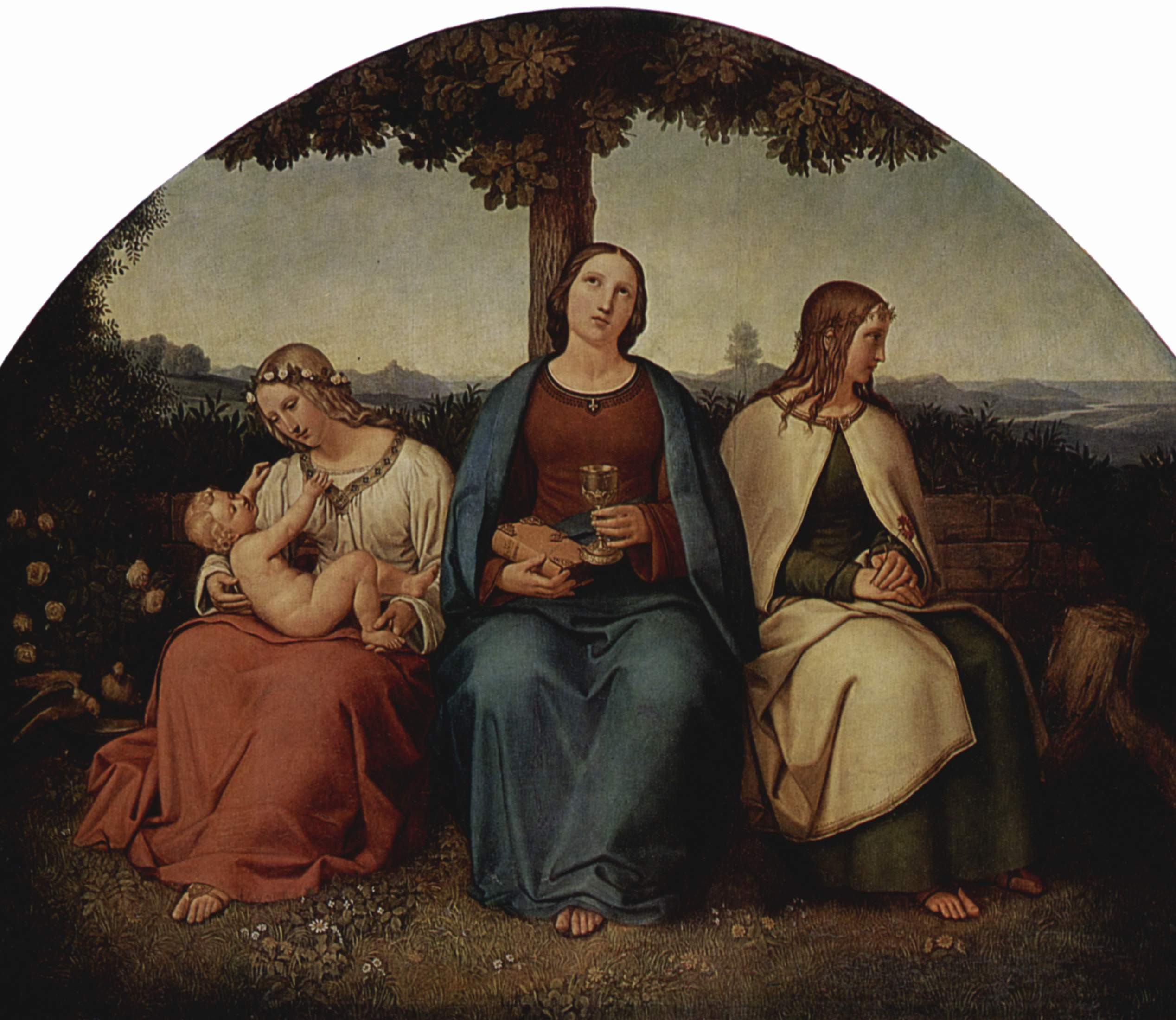
ハインリヒ・マリア・フォン・ヘス作「愛、信仰、希望の寓意画」(1819)
エルミタージュ美術館

ハインリヒ・マリア・フォン・ヘス（Heinrich Maria von Hess、1798年4月19日 - 1863年3月29日）は、ドイツの画家である。19世紀のはじめにキリスト教美術精神再興の活動をした「ナザレ派」の画家の一人に数えられる。

## 略歴
デュッセルドルフで版画家のカール・エルンスト・クリストフ・ヘス(Carl Ernst Christoph Hess: 1755-1828)の息子に生まれた。兄に画家になったペーター・フォン・ヘス(1792-1871)がいる。父親から美術を学んだ。1906年にナポレオンによってバイエルン選帝侯からバイエルン王国の国王に昇格したマクシミリアン1世が王立美術学校をミュンヘンに移した時、父親とデュセルドルフからミュンヘンに移った。1813年にミュンヘン美術院に入学した。
1821年に奨学金を得て、イタリアに留学し、1826年まで、とくにローマに滞在した。ミュンヘンに戻り、「ナザレ派」の画家でミュンヘン美術院の校長であったペーター・フォン・コルネリウスの下絵に基づいて、フレスコ画を描いた。バイエルン王ルートヴィヒ1世によって1828年にミュンヘン美術院の教授に任じられた。新たに設立された王立ステンドグラス研究所(Königlichen Glasmalerei Anstalt) の所長にも任じられ、1826年末からレーゲンスブルク大聖堂のステンドグラスのデザインも行った。その後もミュンヘンの教会のステンドグラスの制作を行った。
1837年に、建築家のフリードリッヒ・フォン・ゲルトナーの後任としてバイエルン王国の芸術監督官(artistischer Inspector)に就任した。
1844年にバイエルン王冠勲章(Ritterkreuz des Verdienstordens der Bayerischen Krone)を受勲し、美術学校設立の許可を得たが、美術学校設立の資金は不足していて3年後に設立した美術学校は短期間しか存続できなかった。1848年にミュンヘン美術院の校長代理を務め、1853年の美術館、ノイエ・ピナコテークの設立にも貢献した。1860年にミュンヘンに創立された、宗教画家協会（Verein für Christliche Kunst）の創立メンバーであった。
1863年にミュンヘンで没した。息子に歴史画家となったアウグスト・ヘス(August Hess: 1834–1893) や彫刻家になったアントン・ハインリヒ・ヘス(Anton Heinrich Hess: 1838–1909)がいる。

## 作品

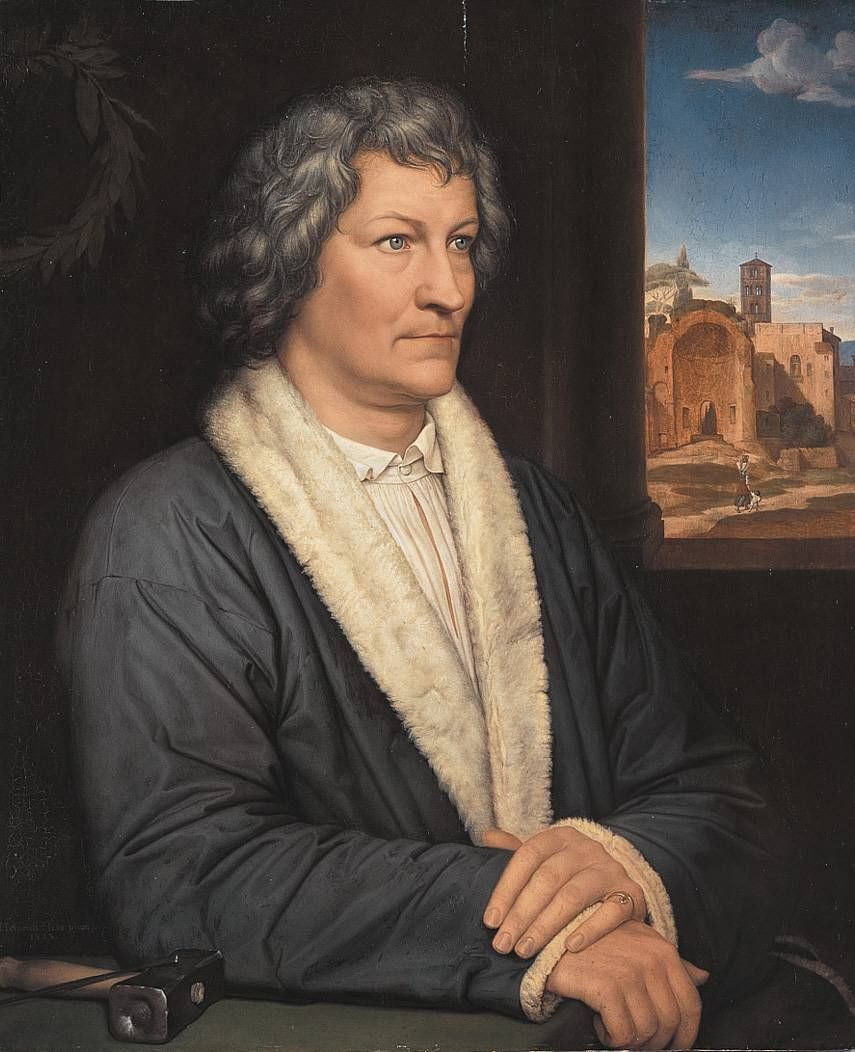
ベルテル・トルバルセン（彫刻家）、(1823) ノイエ・ピナコテーク
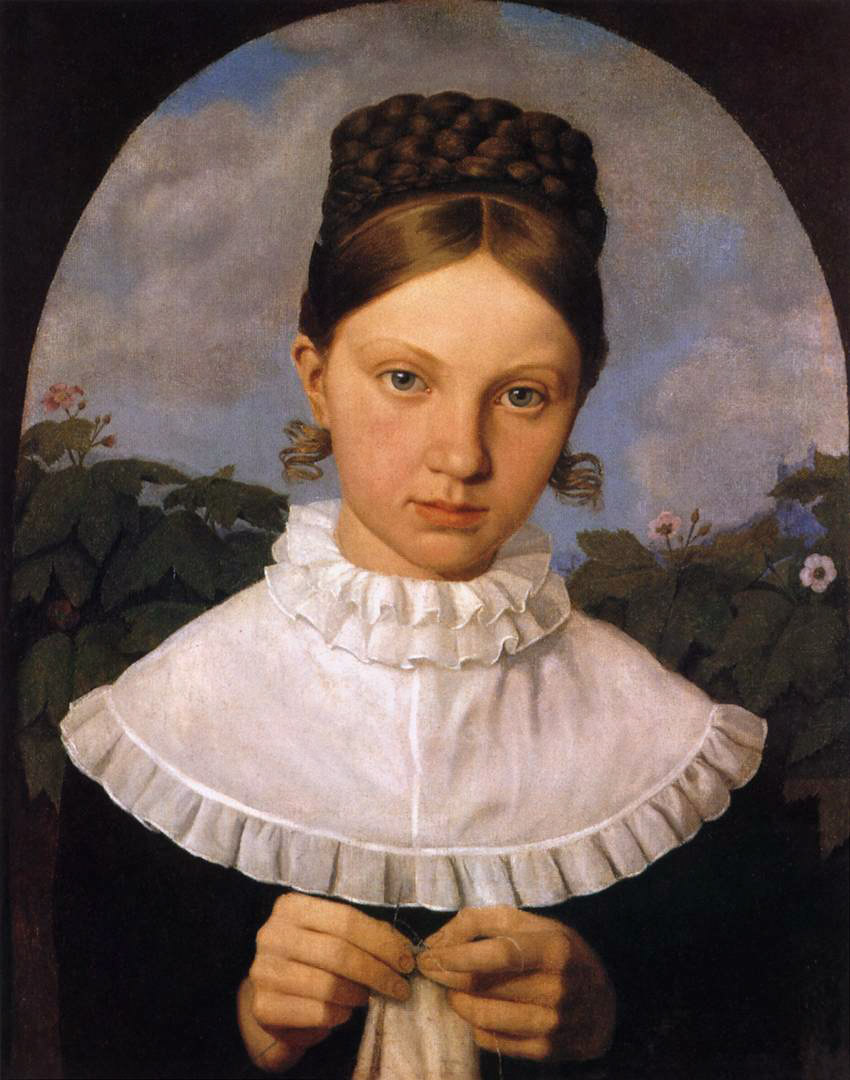
女性像 (1820)、個人蔵
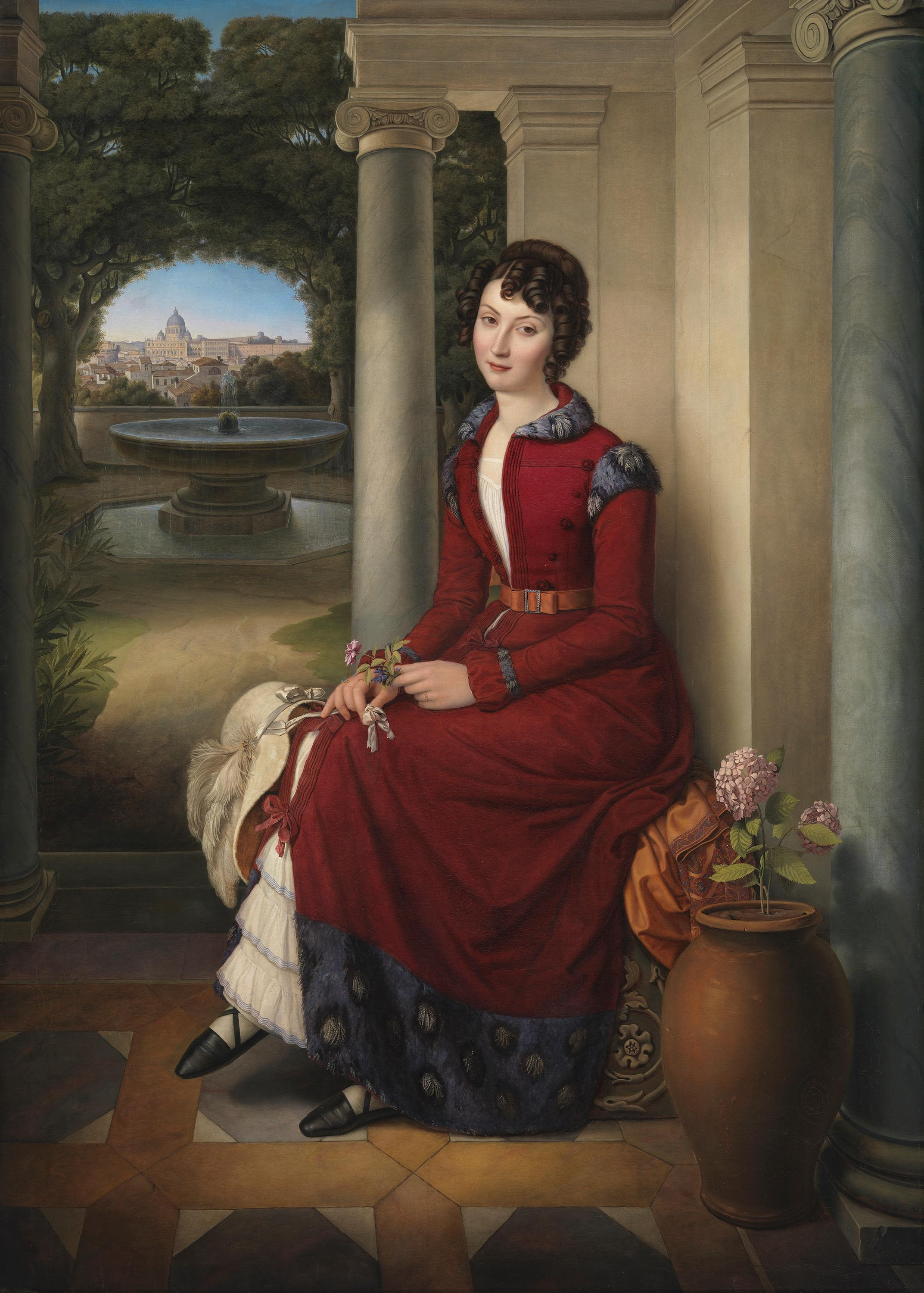
マリアンナ・フローレンツィ(哲学者)、(1824) ノイエ・ピナコテーク